# Struikpaardenhoefklaver
Struikpaardenhoefklaver (Hippocrepis emerus, synoniem: Coronilla emerus, Emerus major) is een overblijvende plant uit de vlinderbloemenfamilie (Leguminosae). De naam van de plant is afgeleid van de vorm van de zaadpeul, die op een paardenhoef lijkt.
De soort groeit van nature in Europa (vooral Zuid-Europa) en Noord-Afrika. In Nederland en België heeft de plant de status 'zeer zeldzaam adventief verwilderend'. Ze komt voor op matig voedselrijke, kalkrijke grond op rotsachtige hellingen, bossen, bosranden en kapvlakten en is waardplant voor de vlinder Zygaena ephialtes. Het aantal chromosomen is 2n = 14.
De plant wordt 50-200 cm hoog. De groene, houtige, rechtopstaande stengels zijn kantig. De groene tot doffe grasgroene bladeren zijn oneven geveerd met vijf tot negen, omgekeerd-eivormige, 1-2 cm lange, zacht behaarde blaadjes. De stekelpuntige, vliezige steunblaadjes zijn 1-2 millimeter lang.
Struikpaardenhoefklaver bloeit vanaf april tot in juli met knikkende gele, 14-20 mm grote bloemen. De bloeiwijze is een enkelvoudig scherm. De kelk bestaat uit vijf kelkblaadjes, die klokvormig met elkaar zijn vergroeid. De kelk heeft twee slippen en kelktanden van verschillende lengte. De nagel van het kroonblad is twee tot drie keer zo lang als de kelk. In zijaanzicht is een grote opening te zien tussen de nagel van de vlag en de nagel van de zwaarden. De nagel van de vlag omringt de nagel van de kiel.
De vrucht is een hangende, langwerpig-cilindrische, 5-11 cm lange peulvrucht met 3-12, 8-11 mm grote zaden.

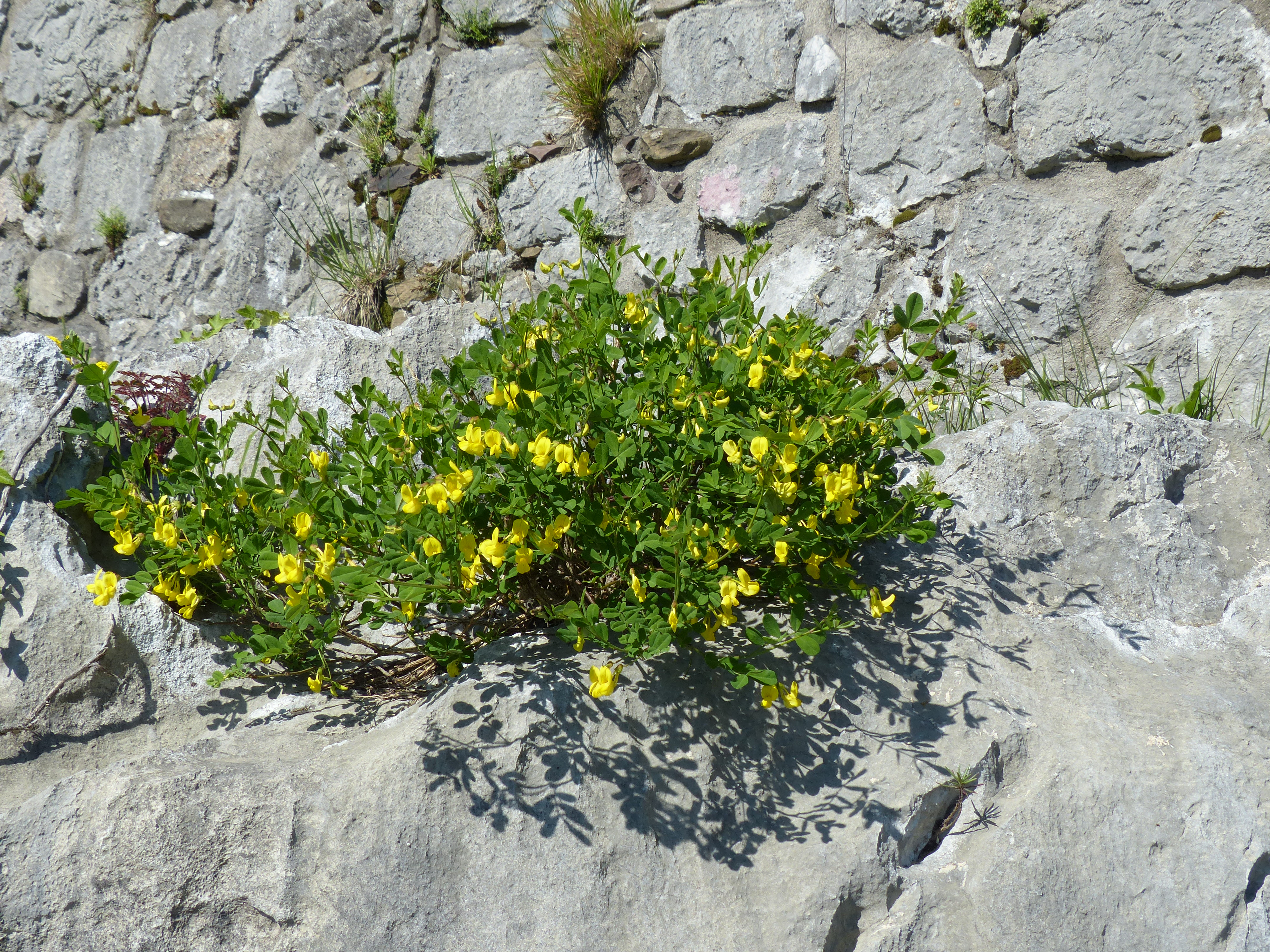
Plant
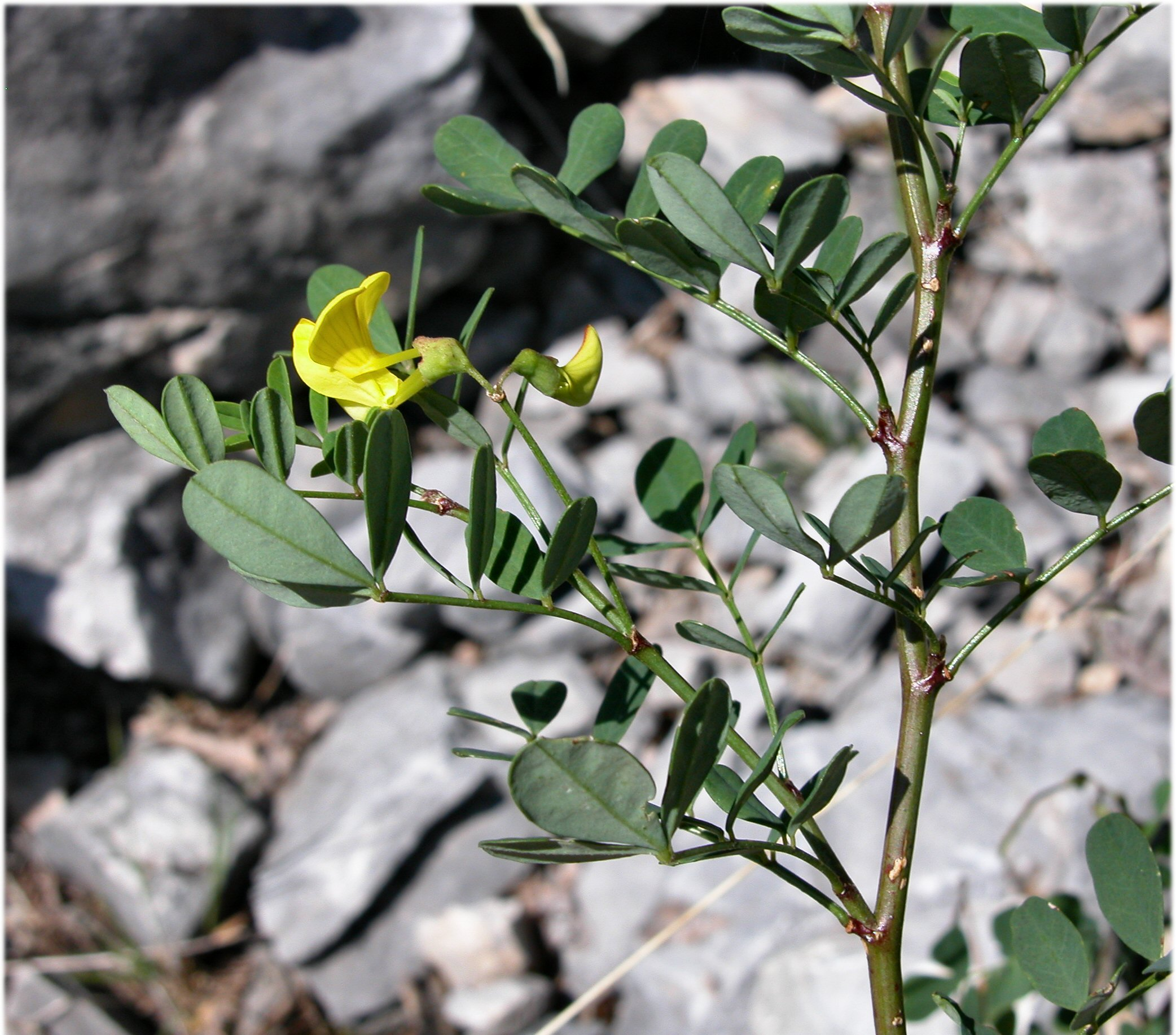
Stengel
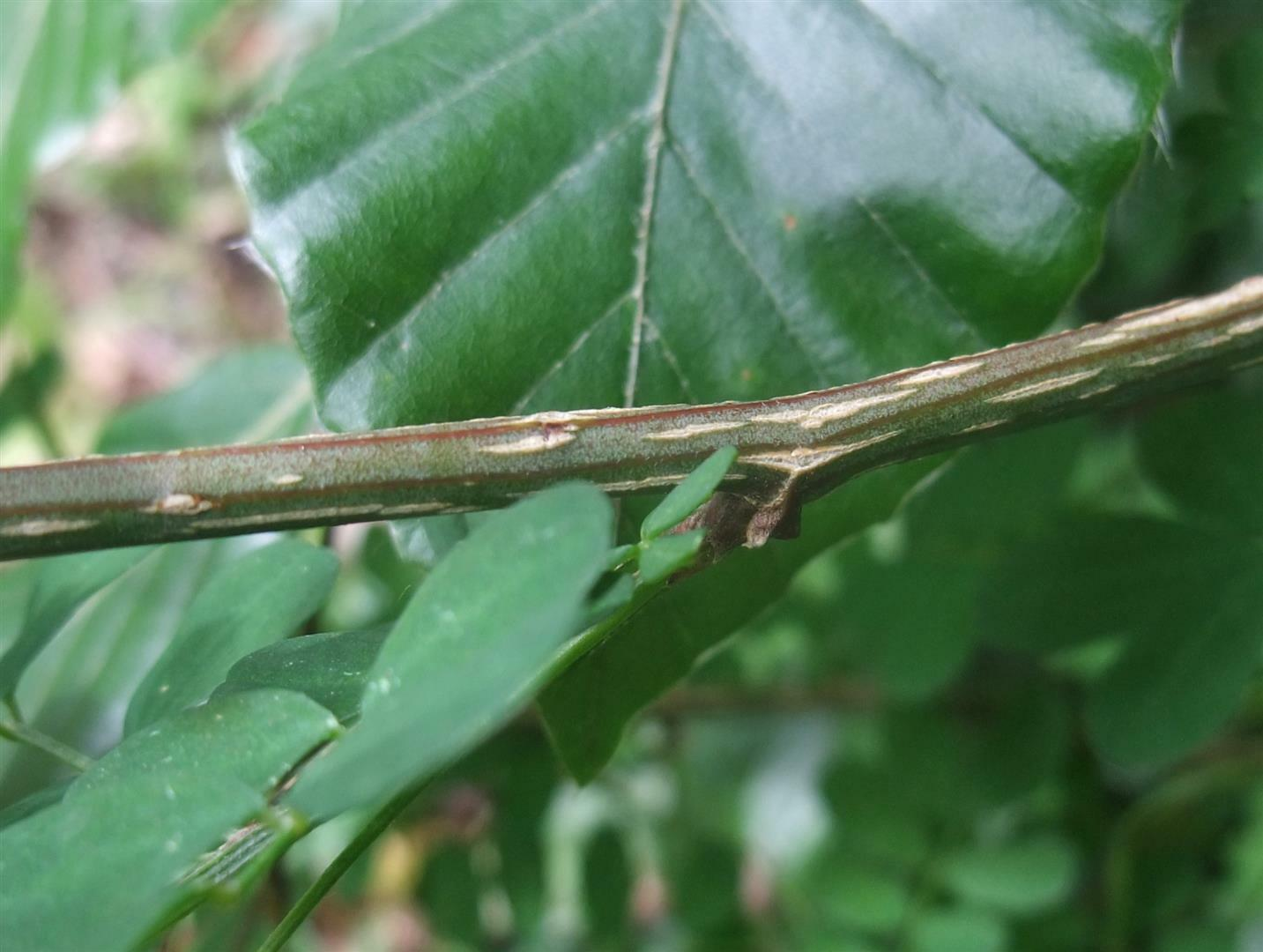
Stengel
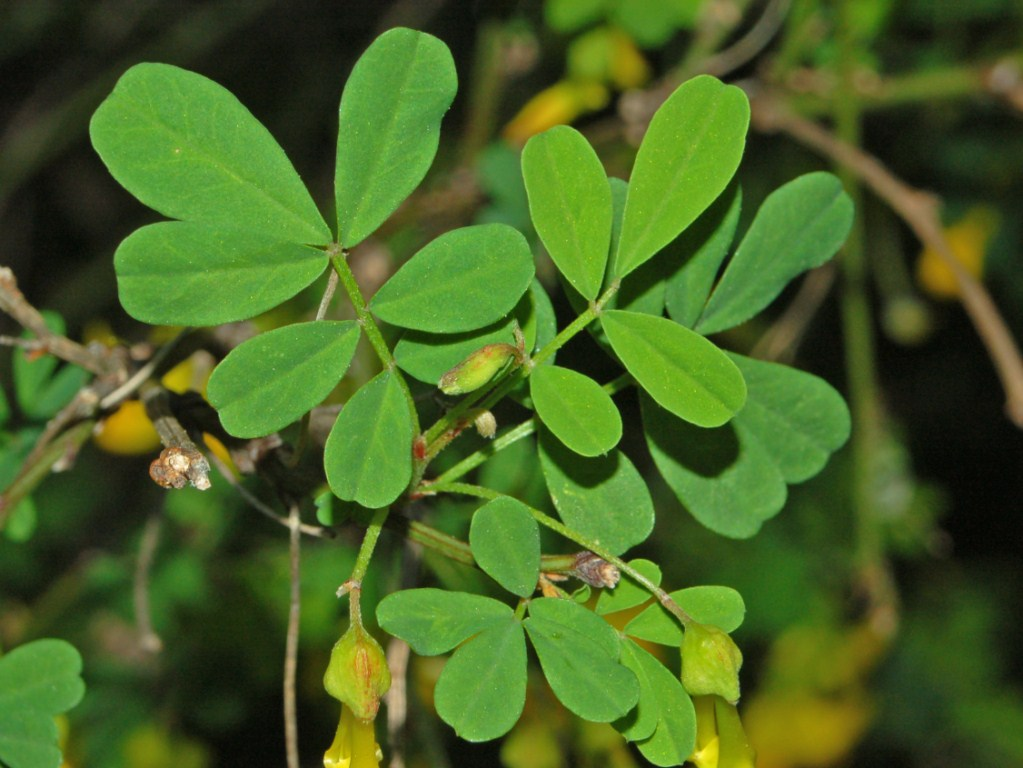
Voorkant blad
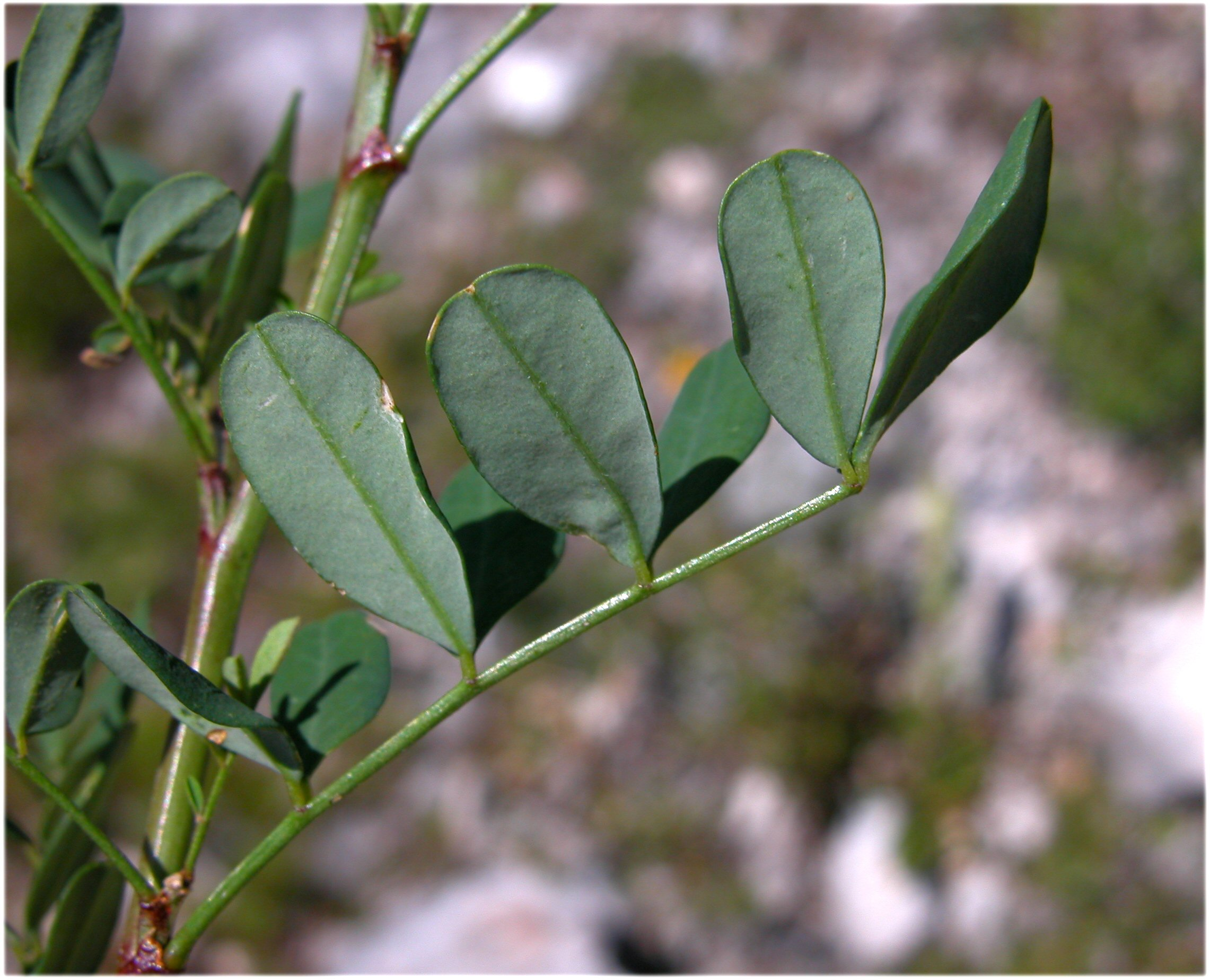
Achterkant blad
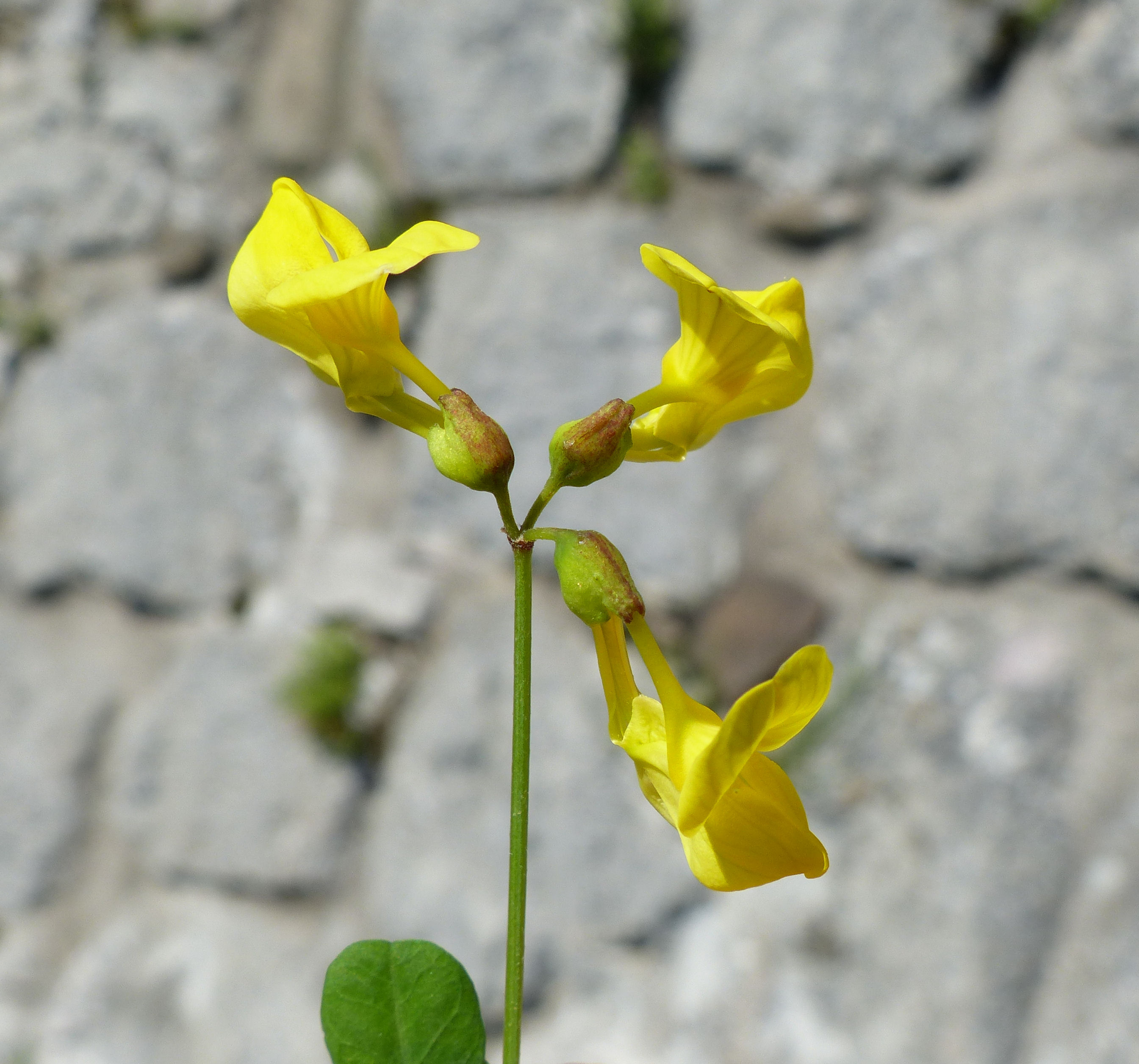
Bloemen
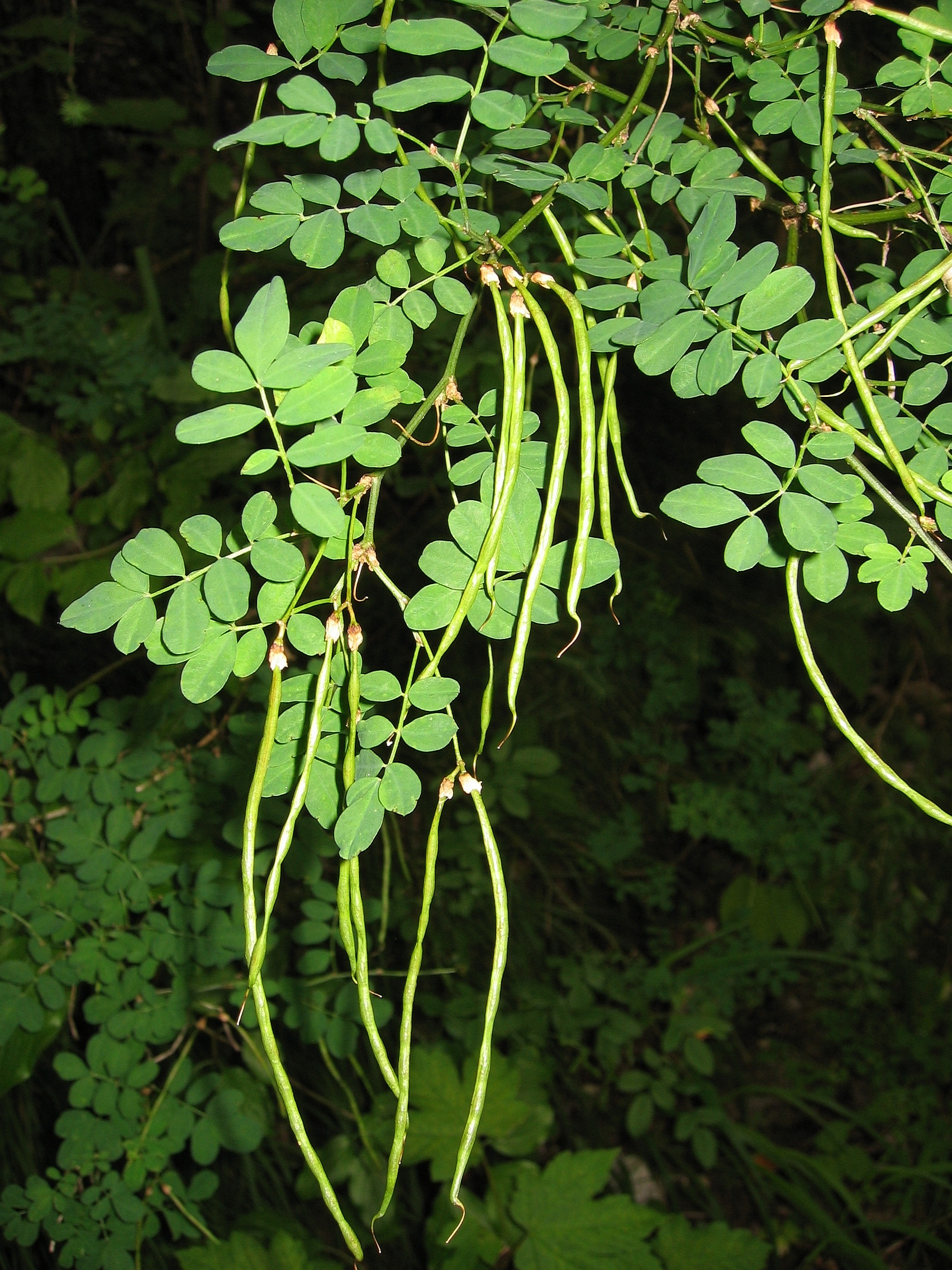
Vruchten
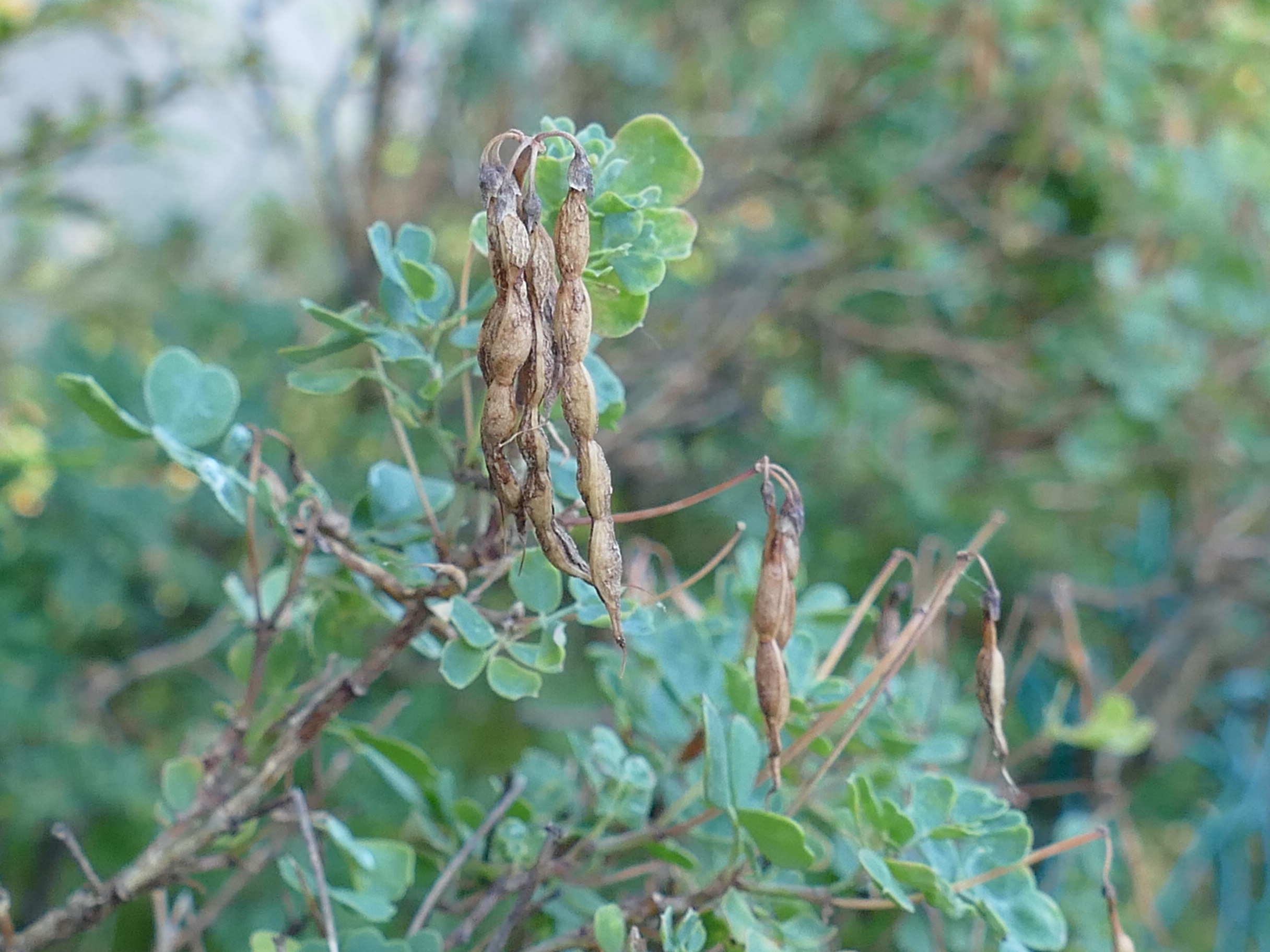
Rijpe vruchten

## Ondersoorten
Er kunnen twee ondersoorten worden onderscheiden:
- Hippocrepis emerus (L.) Lassen subsp. emerus: de bloeiwijze heeft meestal twee bloemen en de steel is ongeveer even lang als het blad. Deze ondersoort komt voor van het Iberisch Schiereiland tot op de Balkan. Ook komt deze ondersoort veel voor in de kalkalpen van het Weense Woud van Oostenrijk. In Duitsland komt ze ook verspreid voor maar wordt daar met uitsterven bedreigd.
- Hippocrepis emerus subsp. emeroides(Boiss. & Spruner) Greuter & Burdet): de bloeiwijze heeft tot acht bloemen en de steel is duidelijk langer. Ze komt voor van Zuid-Italië tot Zuidwest-Azië.